# Висам Бен Једер
Висам Бен Jeдер (фр. Wissam Ben Yedder; Сарсел, 12. август 1990) је француски професионални фудбалер који игра као нападач за клуб Прве француске лиге АС Монако и репрезентацију Француске.
Започевши каријеру у аматерима УЈА Алфортвиле, придружио се Тулузи 2010. године. Укупно им је постигао 71 погодак у 174 утакмице, надмашивши Андре-Пјера Жињака као њиховог најбољег стрелца лиге у 21. веку. Прешао је у Севиљу за 9 милиона евра 2016. године, а у три сезоне постигао је 70 голова на 138 утакмица. Трансфер у Монако у износу од 40 милиона евра уследио је 2019. године, а у првој сезони је био најбољи стрелац Прве лиге Француске.
На међународном нивоу, Бен Једер је представљао Француску на нивоу до 21 године и у футсалу . У Француској је први пут дебитовао на међународном нивоу у марту 2018. године.

## Клупска каријера

### Тулуза
Бен Једер је рођен у Сарселу, Ил де Франс, и туниског је порекла.  Међу његовим пријатељима из детињства био је Ријад Махрез .  Бен Једер је започео каријеру у локалном УЈА Алфортвилу у четвртој лиги Аматерски шампионат Француске, пре него што се 2010. преселио у Тулузу из француске прве лиге.
16. октобра 2010, професионално је дебитовао у домаћем поразу од Париз Сен Жермена са 0: 2, замењујући Јаниса Тафера у последњих 29 минута. У прве две сезоне одиграо је 13 замена, а први гол за Тулузу постигао је 21. априла 2012: десет минута након уласка на место Пола Махада, изједначио је у евентуалном поразу од 2: 1 у Евијану . 
У наредне три кампање француске Прве лиге, Бен Једер је забележио 15, 16, односно 14 голова.  10. августа 2012, у првој утакмици сезоне, ушао је на полувремену уместоПанчи Сиријеа и изједначио на нерешених 1: 1 код актуелног шампиона и локалног ривала Монпељеа .  У обрнутом распореду, последњем у кампањи, 26. маја 2013, постигао је оба гола у победи над Монпељеом. 
30. новембра 2013. Бен Једер је постигао хет-трик у победи домаћина над Сошоом резултатом 5: 1 .  Забележио је још један успех 17. маја 2014. године, када је Тулуза сезону завршила победом над Валенсијеном са 3: 1. 
Бен Једер је реализовао пенал у нерешеном резултату 3: 3 против Кана 20. септембра 2014. Притом је постигао 35 голова у Првој лиги за Тулузу, надмашивши Андре-Пјер Жињака као њеног најбољег стрелца у лиги у 21. веку.  Достигао је прекретницу од 50 голова на утакмици од 19. децембра 2015. године, када их је довео у предност код домаћег ремија 1: 1 против Лила .  Следећег 9. јануара постигао је још један хет-трик у победи од 3: 1 у гостима код Ремса . 

### Севиља
Дана 30. јула 2016. године, Бен Једер је потписао петогодишњи уговор са шпанским клубом Севиља, за пријављену накнаду од 9 милиона евра.  Након што је био неискоришћена замена у њиховом поразу у УЕФА-ином Суперкупу од Реал Мадрида 9. августа, дебитовао је пет дана касније, заменивши новог колегу Лусијана Вијета у последњих 29 минута пораза од Барселоне са 0: 2 у првој утакмици Суперкупа Шпаније 2016. 20. августа наступио је у својој првој утакмици Ла Лиге и постигао гол у победи над Еспањолом са 6: 4 на стадиону Рамон Санчез Писхуан . 
Бен Једер је постигао пет голова у укупној победи Купа Шпаније у фудбалу са 14: 2 над трећелигашким клубом Форментера у децембру 2016. године, укључујући хет-трик у победи домаћина са 9-1 у реваншу.  Овај потез га је те сезоне учинио најбољим стрелцем турнира, заједно са Барселониним Лионелом Месијем .  7. јануара 2017. регистровао је хет-трик у победи Ла Лиге 4:0 у Реал Сосиједаду . 
У Севиљиној кампањи УЕФА Лиге шампиона 2017–18, Бен Једер је постигао сва три гола у победи у групној фази над словеначким Марибором 26. септембра, што је био његов први хет-трик на такмичењу.  21. новембра, након што је два пута постигао гол чиме је Севиља дошла из заостатка 0–3 на полувремену до нерешеног резултата са Ливерпулом, он се преко Твитера подсмевао Милану - који је 2005. на сличан начин изгубио Лигу првака УЕФА од Ливерпула.  13. марта 2018, у реваншу осмине финала УЕФА Лиге шампиона 2017–18 против Манчестер Јунајтеда на Олд Трафорду, Бен Једер је ушао у игру као замена у 72. минуту и постигао два гола у размаку од 4 минута, чиме је обезбедио победу од 2: 1 и омогућио Севиљи да се први пут од 1958. године пласира у четвртфинале УЕФА Лиге шампиона и то први пут у ери Лиге шампиона. 
У септембру 2018, Бен Једер је постигао пет голова у размаку од три дана, уз два у победи Лиге Европе 5-1 против Стандард Лијежа и хет-трик у победи од 6-2 у гостима код Левантеа .

### Монако
Дана 14. августа 2019, Бен Једер је потписо уговор са Монаком на пет година након што су активирали његову ослобађајућу клаузулу од 40 милиона €, што је рекордна продаја за Севиљу. Рони Лопес пребацио се у супротном смеру.  Дебитовао је три дана касније, заигравши поред колеге дебитаната Хенри Оњекуру-а и потиснувши Радамела Фалкаоа на клупу за резервне играче, у поразу са резултатом 3-0 на гостовању у Мецу .  25. августа постигао је први гол за клуб у првој утакмици на Стадиону Луја II у нерешеном резултату од 2: 2 са Нимом . 
У децембру 2019. године Бен Једер је освојио награду за играча месеца УНФП-а са четири гола и две асистенције у четири утакмице, укључујући две у победи домаћина над Лилом 5: 1, 21. децембра.  Његова прва сезона у кнежевини скраћена је почетком марта 2020. године због пандемије коронавируса, али завршио је поделивши титулу најбољег стрелца са ПСГ-јевим Килијаном Мбапеом са 18 голова из 26 утакмица, што је нови рекорд за њега у француској Првој лиги. 
У периоду од 2020. до 2021. године, Бен Једер је помогао Монаку да заврши као вицешампион у Купу Француске, постигавши поготке у победама над Лионом и Румили-Валијером у четвртфиналу и полуфиналу.   2. маја 2021. постигао је стоти погодак у Првој француској лиги у домаћем поразу од 2-3 против Лиона.  Завршио је сезону као други стрелац иза Мбапеа са 27 голова, заједно са Лионовим Мемфис Депајом са 20 постигнутих погодака. 

## Међународна каријера
Бен Једер је одиграо две футсал утакмице за Француску, постигавши један гол, а такође је девет пута представљао нацију на нивоу до 21 године. 
Како родитељи Бен Једера долазе из Туниса и због тога би се квалификовао за представљање те нације у међународном фудбалу према ФИФА-иним прописима, Туниска фудбалска федерација је пет пута покушала да га натера да представља њихов тим . У октобру 2017. године, након што је одбио њихову понуду да га уведу у састав пре ФИФА-иног светског првенства 2018., признали су пораз и коначно одустали. 
У марту 2018. године, након што је добро играо за Севиљу, француски селектор Дидје Дешан укључио је Бен Једера у састав за две пријатељске утакмице против Колумбије и Русије .  Дебитовао је у поразу резултатом 3: 2 од Колумбијаца 23. марта на Стад де Франсу, заменивши Оливијеа Жируа у последњих 17 минута.  17. маја именован је на листи приправности за француски тим од 23 члана за Светско првенство. 
11. јуна 2019. године Бен Једер је први пут стартовао за сениорску екипу Француске и постигао свој први сениорски међународни гол, у победи од 4: 0 над Андором у гостима у мечу квалификација за УЕФА Еуро 2020.  Изабран је за одложено финале у мају 2021. 

## Статистика каријере
Ажурирано 23. маја 2021.
| Клуб              | Сезона            | Лига              | Лига | Лига   | Национални куп | Национални куп | Куп Лиге | Куп Лиге | Европа | Европа | Остало | Остало | Укупно | Укупно |
| Клуб              | Сезона            | Дивизија          | Утк  | Голови | Утк            | Голови         | Утк      | Голови   | Утк    | Голови | Утк    | Голови | Утк    | Голови |
| ----------------- | ----------------- | ----------------- | ---- | ------ | -------------- | -------------- | -------- | -------- | ------ | ------ | ------ | ------ | ------ | ------ |
| УЈА Алфортвил     | 2009–10           | CFA               | 23   | 9      | 0              | 0              | —        | —        | —      | —      | —      | —      | 23     | 9      |
| Тулуза Б          | 2010–11           | CFA 2             | 17   | 11     | —              | —              | —        | —        | —      | —      | —      | —      | 17     | 11     |
| Тулуза Б          | 2011–12           | CFA 2             | 1    | 1      | —              | —              | —        | —        | —      | —      | —      | —      | 1      | 1      |
| Тулуза Б          | 2012–13           | CFA 2             | 2    | 2      | —              | —              | —        | —        | —      | —      | —      | —      | 2      | 2      |
| Тулуза Б          | Укупно            | Укупно            | 20   | 14     | —              | —              | —        | —        | —      | —      | —      | —      | 20     | 14     |
| Тулуза            | 2010–11           | Прва лига         | 4    | 0      | 1              | 0              | 0        | 0        | —      | —      | —      | —      | 5      | 0      |
| Тулуза            | 2011–12           | Прва лига         | 9    | 1      | 1              | 0              | 1        | 0        | —      | —      | —      | —      | 11     | 1      |
| Тулуза            | 2012–13           | Прва лига         | 34   | 15     | 2              | 0              | 1        | 0        | —      | —      | —      | —      | 37     | 15     |
| Тулуза            | 2013–14           | Прва лига         | 38   | 16     | 2              | 0              | 2        | 1        | —      | —      | —      | —      | 42     | 17     |
| Тулуза            | 2014–15           | Прва лига         | 36   | 14     | 1              | 1              | 1        | 0        | —      | —      | —      | —      | 38     | 15     |
| Тулуза            | 2015–16           | Прва лига         | 35   | 17     | 2              | 1              | 4        | 5        | —      | —      | —      | —      | 41     | 23     |
| Тулуза            | Укупно            | Укупно            | 156  | 63     | 9              | 2              | 9        | 6        | —      | —      | —      | —      | 174    | 71     |
| Севиља            | 2016–17           | Ла Лига           | 31   | 11     | 4              | 5              | —        | —        | 5      | 2      | 2      | 0      | 42     | 18     |
| Севиља            | 2017–18           | Ла Лига           | 25   | 9      | 6              | 3              | —        | —        | 11     | 10     | —      | —      | 42     | 22     |
| Севиља            | 2018–19           | Ла Лига           | 35   | 18     | 5              | 2              | —        | —        | 13     | 10     | 1      | 0      | 54     | 30     |
| Севиља            | Укупно            | Укупно            | 91   | 38     | 15             | 10             | —        | —        | 29     | 22     | 3      | 0      | 138    | 70     |
| Монако            | 2019–20           | Прва лига         | 26   | 18     | 3              | 1              | 2        | 0        | —      | —      | —      | —      | 31     | 19     |
| Монако            | 2020–21           | Прва лига         | 37   | 20     | 4              | 2              | —        | —        | —      | —      | —      | —      | 41     | 22     |
| Монако            | Укупно            | Укупно            | 63   | 38     | 7              | 3              | 2        | 0        | —      | —      | —      | —      | 72     | 41     |
| Укупно у каријери | Укупно у каријери | Укупно у каријери | 353  | 162    | 31             | 15             | 11       | 6        | 29     | 22     | 3      | 0      | 426    | 205    |

### За репрезентацију
Ажурирано 28. марта 2021.
| Репрезентација | Године | Утакмице | Голови |
| -------------- | ------ | -------- | ------ |
| Француска      | 2018   | 1        | 0      |
| Француска      | 2019   | 7        | 2      |
| Француска      | 2020   | 3        | 0      |
| Француска      | 2021   | 1        | 0      |
| Укупно         | Укупно | 12       | 2      |

#### Међународни голови
| Не. | Датум              | Место одржавања                         | Капа | Противник | Голови | Резултат | Конкуренција                    |
| --- | ------------------ | --------------------------------------- | ---- | --------- | ------ | -------- | ------------------------------- |
| 1   | 11. јуна 2019      | Естади Национал, Андора ла Веља, Андора | 4    | Андора    | 2–0    | 4–0      | Квалификације за УЕФА Еуро 2020 |
| 2   | 10. септембра 2019 | Стад де Франс, Сен-Дени, Француска      | 5    | Андора    | 3–0    | 3–0      | Квалификације за УЕФА Еуро 2020 |

## Признања
Појединачна
- Играч месеца Прве лиге Француске: децембар 2019 [24]
- Најбољи стрелац Прве лиге Француске: 2019–20 (заједно са Килијаном Мбапеом) [25]